# The Hellcat
The Hellcat é um filme mudo britânico de 1928, do gênero romance, dirigido por Harry Hughes e estrelado por Mabel Poulton, Eric Bransby Williams e John F. Hamilton. Foi baseado em uma peça de Florence Kilpatrick e feito no Walton Studios em Walton-on-Thames.

## Elenco
- Mabel Poulton ... Hetty
- Eric Bransby Williams ... Stephen Tredegar
- John F. Hamilton ... Bert Stiles
- Pauline Johnson ... Nancy Price
- Johnny Butt ... Lloyd
- Mary Dibley ... Sra. Price
- Charles Dormer ... Gilded youth
- Gerald Rawlinson ... David Birkett
- Frank Stanmore ... Butler